# 美国国家历史遗址

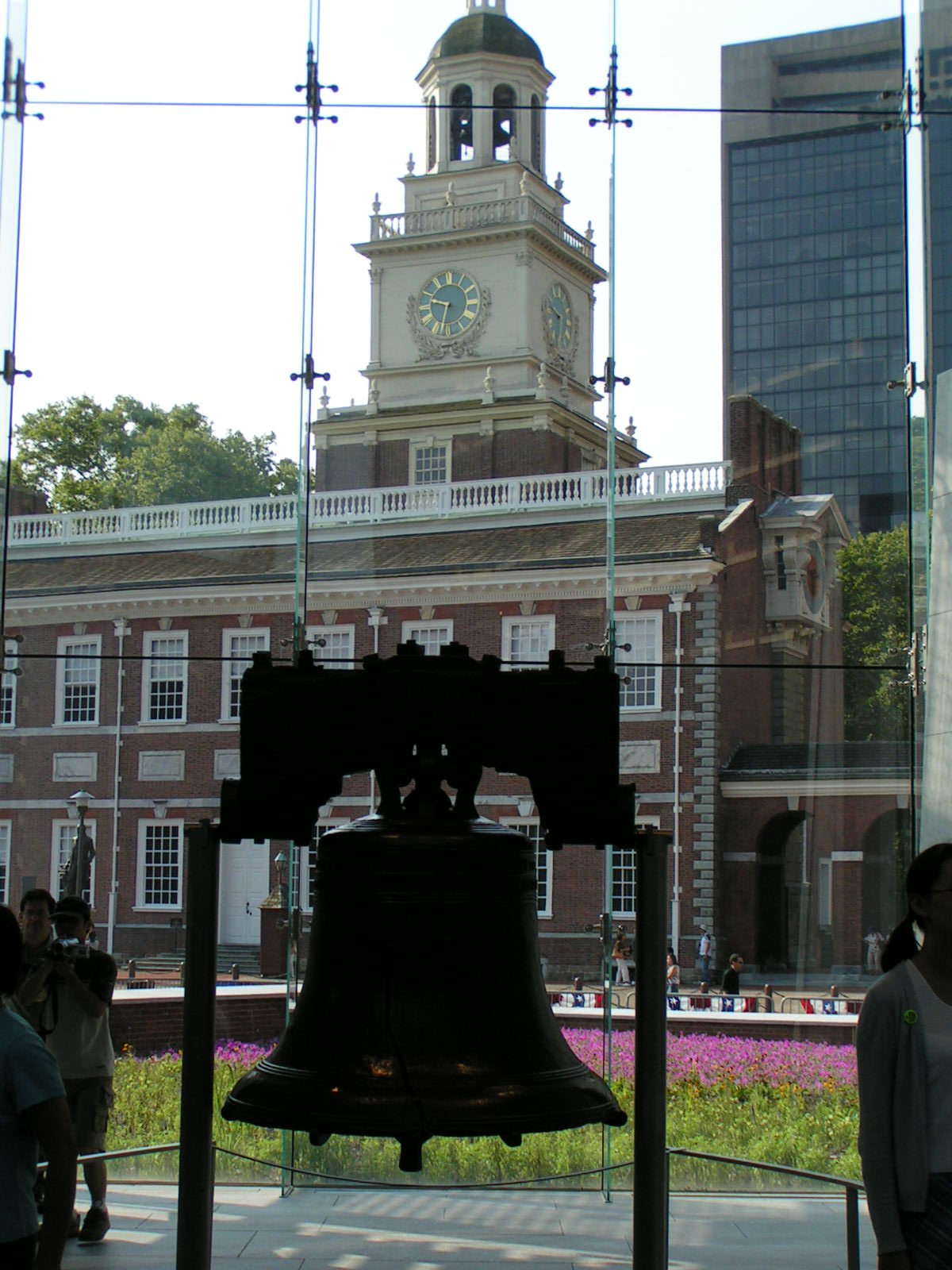
宾夕法尼亚州费城的国家独立历史公园中，有自由钟（前景）和独立厅（背景）。

国家历史遗址（英語：National Historic Site，缩写：NHS）与国家历史公园（National Historical Park，缩写：NHP）是美国对具有国家历史意义区域的官方认证。这类区域通常由联邦政府所有并管理。国家历史遗址通常包含与其主题直接相关的单体历史景物或建筑，而国家历史公园则涵盖更广范围，往往包含多个历史建筑、后期建筑，有时还包含具有重要意义的自然景观。
截至2024年，美国共有63处国家历史公园和85处国家历史遗址。其中大多数由美国国家公园管理局管理，部分联邦认定的遗址由地方政府或私人所有，但可作为附属区域申请国家公园管理局协助管理。灰塔国家历史遗址是唯一由美国林业局管理的遗址。
自1966年10月15日起，所有由国家公园管理局管理的历史区域，包括国家历史公园与国家历史遗址，均自动列入国家史迹名录。